# Cores, Nomes
Cores, Nomes é um álbum de 1982 do músico brasileiro Caetano Veloso. Assemelha-se ao seu álbum Outras Palavras, de 1981.
As faixas "Um canto de afoxé para o Bloco do Ilê" e "Queixa" aparecem na coletânea Beleza Tropical, de 1989, compilada por David Byrne .

## Recepção critica
| Críticas profissionais        | Críticas profissionais |
| Avaliações da crítica         | Avaliações da crítica  |
| Fonte                         | Avaliação              |
| ----------------------------- | ---------------------- |
| AllMusic                      | [ 3 ]                  |
| Galeria Musical               | [ 4 ]                  |
| The Rolling Stone Album Guide | [ 5 ]                  |
| Spin Alternative Record Guide | 8/10                   |

O Spin Alternative Record Guide elogiou o desmaio Chic-meets-John Lennon de 'Ele me deu um beijo na boca'."

## Lista de músicas
Todas as músicas por Caetano Veloso, exceto onde indicado o contrário
1. Queixa – 4:26
2. Ele me deu um beijo na boca – 7:17
3. Trem das cores – 2:29
4. Sete mil vezes – 2:21
5. Coqueiro de Itapoã (Dorival Caymmi) – 2:37
6. Um canto de afoxé para o Bloco do Ilê (Caetano Veloso/Moreno Veloso) – 3:02
7. Cavaleiro de Jorge – 3:44
8. Sina (Djavan) – 4:21
9. Meu bem, meu mal – 4:03
10. Gênesis – 2:59
11. Sonhos (Peninha) – 3:01
12. Surpresa (João Donato/Caetano Veloso) – 3:20

## Desempenho comercial

#### Vendas e certificações
| País                       | Certificação | Vendas   |
| -------------------------- | ------------ | -------- |
| Brasil (Pro-Música Brasil) | Ouro         | 135.000+ |